# 제1대 준남작 존 배로 경

존 배로의 초상화

제1대 준남작 존 배로 경(Sir John Barrow, 1st Baronet, 1764년 6월 19일~1848년 11월 23일)은 영국의 정치인 및 지리학자이다.
1804년에 해군상이 되어 북극 탐험에 힘을 기울였다. 배로 해협과 배로 곶 등은 그의 이름을 딴 것이다. 1830년에는 왕립 지리학회(Royal Geographical Society)를 창설하였고 정부의 명령으로 중국, 남아프리카 등지를 여행하고 여행기와 북극 탐험기를 지었다. 저서로는 《중국 기행》, 《남아프리카 여행》, 《북극 지역 항해의 편성사》 등이 있다.

## 서훈
- 1835년 준남작작위 서임(1st Baronet of Ulverstone)